# Who Made Who
Who Made Who — альбом австралийской хард-рок-группы AC/DC, вышедший в 1986 году как саундтрек к фильму Стивена Кинга «Максимальное ускорение».

## Об альбоме
Who Made Who включает в себя 3 новых (заглавная песня, а также две инструментальные композиции: «Chase the Ace» и «D.T.») трека, а также старые хиты группы: 5 песен периода Брайана Джонсона (две композиции из альбома Back in Black, две из альбома Fly on the Wall, и одну — из альбома For Those About to Rock (We Salute You)) и одна периода Бона Скотта («Ride On» из альбома Dirty Deeds Done Dirt Cheap)
Альбом получил относительный успех и позволил группе вернутся в хит-парады после неудачных (по сравнению с Back in Black и For Those About to Rock (We Salute You)) альбомов Fly on the Wall и Flick of the Switch. Песня «Who Made Who» вышла синглом, и на неё был снят клип, который вошёл в сборник видео Family Jewels в 2005 году.

## Видео
Практически одновременно с альбомом группа выпустила сборник, содержащий видеоклипы на песни «Who Made Who», «You Shook Me All Night Long», «Shake Your Foundations», «Hells Bells», а также видео живого исполнения «For Those About to Rock (We Salute You)», записанное на концерте в Детройте, в 1983 году.
| №                   | Название                                  | Длительность |
| ------------------- | ----------------------------------------- | ------------ |
| 1.                  | «Who Made Who»                            | 3:27         |
| 2.                  | «You Shook Me All Night Long»             | 3:30         |
| 3.                  | «Sink the Pink»                           | 4:13         |
| 4.                  | «Hells Bells»                             | 5:12         |
| 5.                  | «For Those About to Rock (We Salute You)» | 5:43         |
| Общая длительность: | Общая длительность:                       | 24:00        |

- Все видео были переизданы в 2005 году, на видеосборнике Family Jewels

## Список композиций
Слова и музыка всех песен — Ангус Янг, Малколм Янг и Брайан Джонсон, кроме тех, где указано другое.
| №                   | Название                                | Автор(ы)               | Оригинальный альбом                     | Длительность |
| ------------------- | --------------------------------------- | ---------------------- | --------------------------------------- | ------------ |
| 1.                  | «Who Made Who»                          |                        | Who Made Who                            | 3:27         |
| 2.                  | «You Shook Me All Night Long»           |                        | Back in Black                           | 3:30         |
| 3.                  | «D.T.» (Инструментальная)               | А.Янг, М. Янг          | Who Made Who                            | 2:53         |
| 4.                  | «Sink the Pink»                         |                        | Fly on the Wall                         | 4:13         |
| 5.                  | «Ride On»                               | А.Янг, М. Янг, Б.Скотт | Dirty Deeds Done Dirt Cheap             | 5:51         |
| 6.                  | «Hells Bells»                           |                        | Back in Black                           | 5:12         |
| 7.                  | «Shake Your Foundations»                |                        | Fly on the Wall                         | 3:53         |
| 8.                  | «Chase the Ace» (Инструментальная)      | А.Янг, М. Янг          | Who Made Who                            | 3:01         |
| 9.                  | «For Those About to Rock We Salute You» |                        | For Those About to Rock (We Salute You) | 5:53         |
| Общая длительность: | Общая длительность:                     | Общая длительность:    | Общая длительность:                     | 37:50        |

Во время записи альбома также были записаны 5 инструментальных композиций, которые не были изданы в альбоме, но присутствуют в фильме «Максимальное ускорение»:
Все песни написаны Ангусом Янгом и Малколмом Янгом:
1. «Death City»
2. «Bad Boy»
3. «Contre Attack»
4. «Scared»
5. «Humans Here»

## Участники записи
- Брайан Джонсон — вокал
- Ангус Янг — соло-гитара
- Малколм Янг — ритм-гитара
- Клифф Уильямс — бас-гитара
- Саймон Райт — ударные

### А также
- Фил Радд — ударные в «You Shook Me All Night Long», «Ride On», «Hells Bells» и «For Those About to Rock (We Salute You)»
- Бон Скотт — вокал в «Ride On»
- Марк Эванс — бас-гитара в «Ride On»

## Позиции в чартах
| Год  | Чарт                                      | Позиция |
| ---- | ----------------------------------------- | ------- |
| 1986 | Australian Kent Music Report Albums Chart | 4       |
| 2008 | Australian Albums Chart                   | 30      |
| 1986 | Billboard 200                             | 33      |
| 1986 | UK Albums Chart                           | 11      |
| 1986 | Sverigetopplistan                         | 21      |
| 1986 | MegaCharts                                | 47      |
| 1986 | New Zealand Albums Chart                  | 24      |
| 1986 | Swiss Albums Chart                        | 21      |
| 1986 | Austrian Albums Chart                     | 28      |

| Чарт (1986)                        | Позиция |
| ---------------------------------- | ------- |
| США (Billboard Top Popular Albums) | 100     |

## Продажи
| Страна   | Продажи   | Статус        |
| -------- | --------- | ------------- |
| США      | 5 000 000 | 5x Платиновый |
| Германия | 200 000   | Платиновый    |